# 熊和兩個旅行人

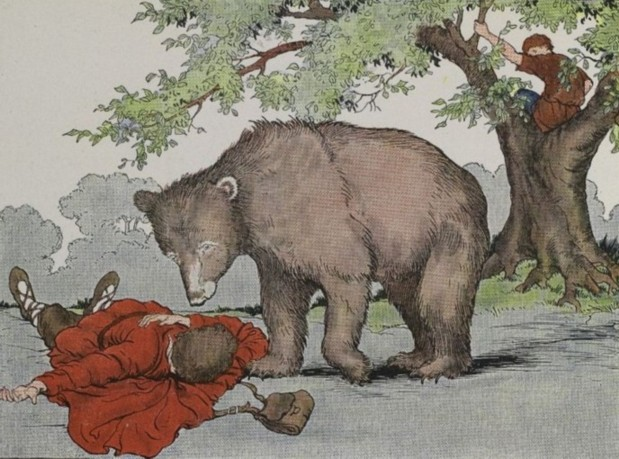
「熊和兩個旅行人」米羅·溫特爾於1919年一本伊索寓言集畫的插圖。

《熊和两个旅行人》（英语：The Bear and the Travelers，或译为《熊和旅行者》）是《伊索寓言》里的一则故事。故事描绘了两位旅行者在森林中遇到黑熊的反应与对话。

## 内容
從前有兩個好朋友，相約一起去旅行。走到森林時，突然遇到一隻大黑熊，兩個人都被熊惊吓，不知如何是好。眼看熊就快要向他們逼近時，其中一個人反應比較快，於是他一下子就爬到一顆大樹上。另一個人不會爬樹，便向他的朋友求助；沒想到他的朋友不但沒有伸手去拉他上樹，還告訴他說：「熊如果吃了你後飽了，我就會安全，對不起了。」就在熊要靠近那位沒爬上樹的人時，他突然想到，熊是不會吃死屍的，於是他趕緊閉氣並裝死；結果熊靠近他臉聞一聞，果然沒吃他便離去了。等熊離去後，躲在樹上的那個人下來，好奇地問他的朋友：「熊剛才跟你說了什麼？」，他因為對朋友的行為很氣憤，於是就騙他說:「熊提醒我不要和遇難則逃又見死不救的人當朋友！」

## 与现实的出入
不過，实际上熊具有杂食性且不排斥腐肉，装死不一定能避免熊的攻击，而且熊也可以爬樹。所以他們做的實際上都沒有用，遇到熊的時候，也千萬不要裝死和爬樹。

## 寓意
这个故事意图传达给读者“患难见真情，永远不要相信一个在你需要帮助的时候抛弃你的人，真正的朋友不会在你危险的时候落井下石或想着伤害你以谋取自己的利益，要谨慎选择自己结交的朋友，以防在关键时刻甚至有性命之忧的时候被伤害。”